# Estadio La Caldera
El Estadio Municipal "La Caldera" se ubica en la ciudad de Caldera, Región de Atacama, Chile. Fue inaugurado en el año año 2009 y en él se disputan los partidos de local del Club de Deportes Copiapó en el 2015 (al igual que el 2009), que milita en la Primera B del fútbol chileno, debido a que el Estadio de Copiapó (Luis Valenzuela Hermosilla) fue gravemente afectado por un aluvión que lo dejó completamente inhabilitado.
El estadio posee cuatro torres de iluminación, cancha de pasto sintético y dos galerías con capacidad para 1500 personas (cada una).

## Fútbol profesional
Fue utilizado por primera vez en el fútbol profesional en el año 2010 donde Deportes Copiapó, equipo de la Primera B de Chile se tuvo que trasladar debido a que el Estadio Luis Valenzuela Hermosilla de Copiapó estaba siendo remodelado.
En el año 2015 el Estadio Luis Valenzuela Hermosilla fue afectado por fuertes lluvias en la ciudad de Copiapó y un posterior aluvión que lo dejó inundado en lodo e inhabilitado, fue por ello que Deportes Copiapó tuvo que trasladarse nuevamente a la ciudad de Caldera para disputar su profesionalismo en el Estadio La Caldera hasta que se logre reconstruir el estadio de Copiapó.